# Osełedec

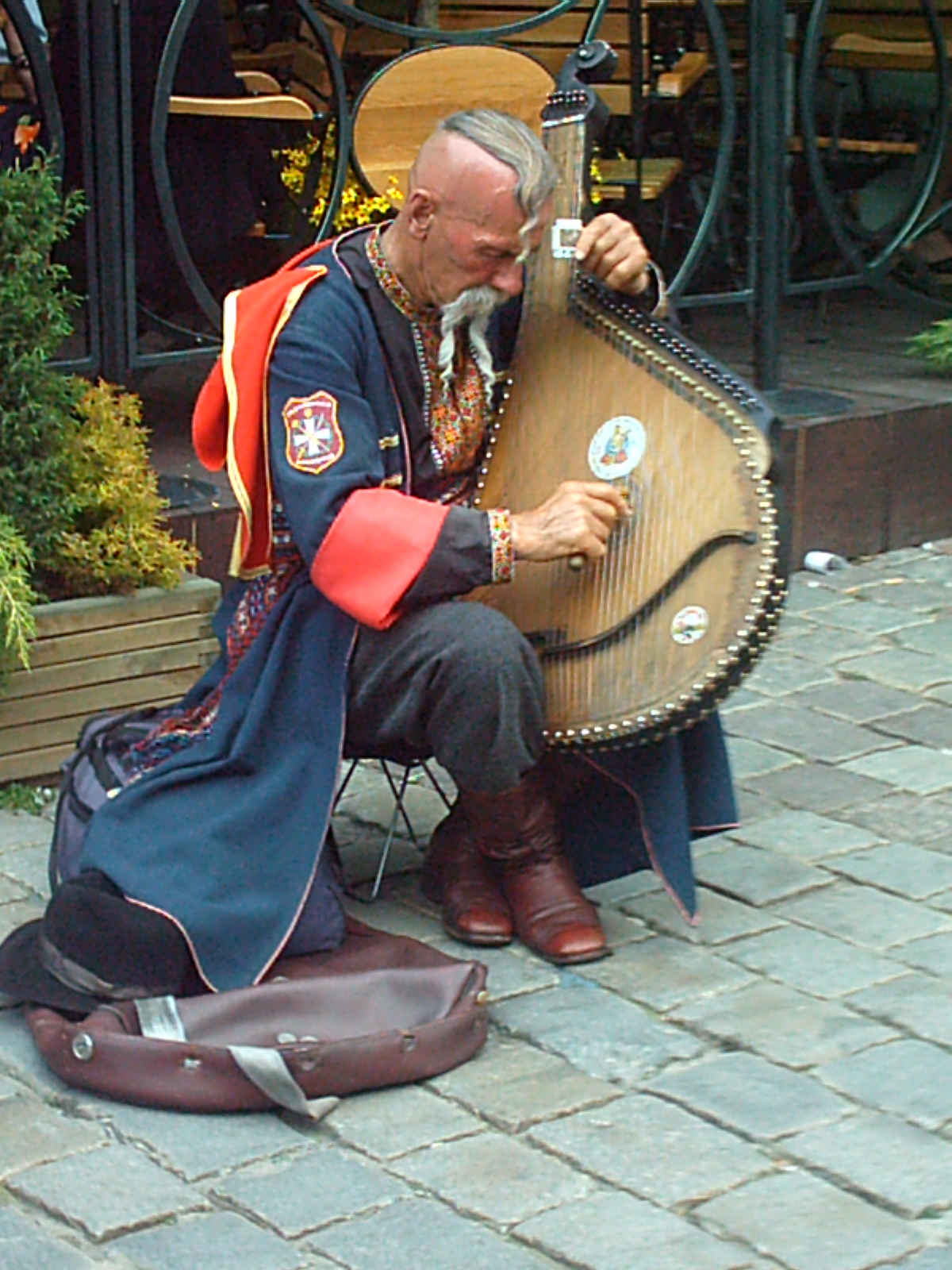
Kozacki bandurzysta z osełedcem

Osełedec albo czupryna (ukr. оселедець lub чуприна) – czub, wąski kosmyk włosów na czubku ogolonej głowy, spleciony w warkocz lub rozpuszczony, noszony przez Kozaków zaporoskich, szczególnie w XVII wieku.
Kozacki osełedec był fryzurą analogiczną do podgolonego czuba polskich szlachciców w XVI–XVII w.
Rosyjska nazwa osełedca хохо́л (chachoł), stała się pejoratywnym określeniem Ukraińców (chachły). Stąd też zapewne pochodzi potoczne określenie szeregu dialektów mieszanych (zwykle z przewagą elementów ukraińskich czy ruskich) – „język chachłacki”.